# Ervillers Military Cemetery
Ervillers Military Cemetery is een Britse militaire begraafplaats met gesneuvelden uit de Eerste Wereldoorlog. Ze ligt in de Franse gemeente Ervillers (Pas-de-Calais) aan de Rue de l’Église, ruim 100 m ten zuidwesten van de kerk (Église Saint-Martin). De begraafplaats werd ontworpen door William Cowlishaw en heeft een rechthoekig grondplan met een oppervlakte van 454 m² en wordt omsloten door een muur bestaande uit gekloven keien afgedekt met verticaal geplaatste breukstenen.
De toegang ligt in de noordelijke hoek waar een vijftal neerwaartse treden naar het terrein met de graven leiden. Het Cross of Sacrifice staat naast de toegang en in de oostelijke hoek staat een zitbank.
Op de begraafplaats liggen 67 slachtoffers waaronder 15 niet geïdentificeerde. Onder de geïdentificeerde zijn er 51 Britten en 1 Australiër. Na de wapenstilstand werden meer dan 100 Duitse slachtoffers verplaatst naar andere begraafplaatsen. 
De begraafplaats wordt onderhouden door de Commonwealth War Graves Commission. 

## Geschiedenis
Ervillers werd in maart 1917 door troepen van het Gemenebest bezet. Een jaar later werd het na hardnekkige verdediging door de 42nd (East Lancashire) Division geëvacueerd en op 23 augustus 1917 heroverd door de 2nd Division. 
In het dorp werden door de Duitsers twee begraafplaatsen aangelegd. De eerste en huidige begraafplaats, bevatte de graven van enkele Commonwealth-gevangenen en werd in 1917 door de Britse troepen verder gebruikt. De tweede, aangelegd in de tuin van het huis van de burgemeester werd in maart 1918 verwijderd. 

## Graven
- de gebroeders Ben en Fred Whitaker sneuvelden op dezelfde dag (5 april 1917) en liggen naast elkaar begraven.